# Mompha concolorella
Mompha concolorella é uma espécie de mariposa do gênero Mompha pertencente à família Coleophoridae.